# Dunnet
Dunnet är en by i Caithness, Highland, Skottland. Byn är belägen 8 km 
från Dunnet Head. Orten har 898 invånare (2011).